# Mustafa Eskihellaç
Mustafa Eskihellaç (Trebisonda, 5 de mayo de 1997) es un futbolista turco que juega en la demarcación de centrocampista para el Trabzonspor de la Superliga de Turquía.

## Selección nacional
Tras jugar en las categorías inferiores de la selección, finalmente hizo su debut con la selección absoluta de Turquía el 7 de junio contra Estados Unidos en un partido amistoso que finalizó con un resultado de 1-2 a favor del combinado turco tras un gol de Jack McGlynn para Estados Unidos, y de Kerem Aktürkoğlu y Arda Güler para Turquía.

## Clubes
| Club                     | País    | Año       | Partidos | Goles |
| ------------------------ | ------- | --------- | -------- | ----- |
| 1461 Trabzon FK          | Turquía | 2015-2018 | 63       | 16    |
| Yeni Malatyaspor         | Turquía | 2018-2019 | 12       | 0     |
| Elazığspor (cedido)      | Turquía | 2019      | 13       | 4     |
| Boluspor (cedido)        | Turquía | 2019-2020 | 29       | 2     |
| Yeni Malatyaspor         | Turquía | 2020-2022 | 61       | 5     |
| Gaziantep F. K.          | Turquía | 2022-2023 | 17       | 2     |
| Kasımpaşa S. K. (cedido) | Turquía | 2023      | 5        | 0     |
| Gaziantep F. K.          | Turquía | 2023-2025 | 55       | 2     |
| Trabzonspor              | Turquía | 2025-     | 19       | 1     |